# Turok: Dinosaur Hunter
Turok: Dinosaur Hunter es un videojuego de disparos en primera persona desarrollado por Iguana Entertainment y publicado por Acclaim Entertainment para la Nintendo 64 y Windows. Fue lanzado el 4 de marzo de 1997 en América del Norte y Europa. Turok es una adaptación del cómic del mismo nombre. El jugador controla a un guerrero indio americano, Turok, que debe evitar que el mal se apodere del universo con un arma antigua y poderosa.
 Turok fue el primer título exclusivo de Acclaim para Nintendo 64 y fue parte de una estrategia para desarrollar juegos internos y marcas registradas; Acclaim adquirió los derechos de  Turok con la adquisición de Acclaim Comics en 1994. Durante el sufrimiento de los problemas de caída en las ventas  Turok se convirtió en la mejor esperanza de la casa editora Acclaim de un cambio financiero. Iguana llevó a la Nintendo 64 hacia los límites de sus capacidades gráficas y se vieron obligadas a reducir elementos para que el juego entre en sus cartuchos de 8 megabyte.
La recepción de la crítica hacía Turok fue altamente positiva. Convirtiéndose en uno de los juegos más populares para la consola, Turok fue elogiado por sus gráficos y la evolución del género. Las quejas se centraron en ralentizaciones gráficas causada por múltiples enemigos que aparecen en pantalla y los controles en ocasiones incómodos. El juego vendió 1,5 millones de copias e impulsó las ventas de la Nintendo 64. Turok fundó una franquicia de videojuegos que actualmente incluye varias secuelas.
El 17 de diciembre de 2015 se lanzó una remasterización de Turok desarrollada por Nightdive Studios para su distribución digital para Microsoft Windows. El 2 de marzo de 2018, dicha remasterización fue lanzada también para Xbox One junto con su predecesor, Turok 2: Seeds of Evil. Posteriormente también fue lanzada el 18 de marzo de 2019 para Nintendo Switch.

## Jugabilidad
Turok: Dinosaur Hunter es un videojuego de disparos en primera persona. Los gráficos 3D y el estilo de juego se combinan en elementos del juego muy parecidos en funcionamiento a Doom con la mecánica de exploración de Tomb Raider. Los jugadores comienzan el juego en un nivel central, que contiene siete portales a otras fases. El jugador debe encontrar llaves dispersas por las fases. Cuando se han insertado las llaves suficientes en los mecanismos de bloqueo de un portal central, este nivel se desbloquea. Los jugadores exploran niveles grandes, por lo general niveles basados en la selva saltando, nadando, trepando, gateando y corriendo.
El principal objetivo del jugador es encontrar piezas de una reliquia conocida como el Chronoscepter; hay una pieza en cada nivel. Al explorar los niveles el jugador debe luchar contra varios enemigos, como los cazadores furtivos, hombres armados, guerreros indígenas, dinosaurios, demonios, e insectos. Turok cuenta con más de 13  tipos de armas distintos incluyendo el Chronoscepter, que van desde un cuchillo y un arco a armamento de alta tecnología. Todas las armas excepto el cuchillo requieren municiones, que dejan caer los enemigos muertos. Los enemigos y jefes finales tienen múltiples animaciones de muerte en función de a qué región del cuerpo dispare el jugador. Los artículos que sueltan los enemigos muertos desaparecen rápidamente. 
La salud del personaje del jugador se muestra como un número en la parte inferior de la pantalla. Cuando el jugador tiene la salud completa, el indicador marcará 100, mientras que si se reduce a 0 se pierde una vida. Reuniendo "puntos espirituales" repartidos por todo el nivel aumenta las vidas del jugador en una unidad por cada 100 puntos acumulados. Los jugadores pueden restaurar su salud al recoger diversos power-ups, Que pueden aumentar su salud por encima de lo establecido.

## Argumento
El jugador asume el control de Tal'Set (Turok) , un guerrero nativo americano que viaja en el tiempo. El manto de Turok se transmite de todas las generaciones de los más viejos hombres de la familia Fireseed. Cada Turok está encargado de proteger la barrera entre la Tierra y la Tierra Perdida, un mundo primitivo donde el tiempo no tiene sentido. La Tierra Perdida está habitado por una variedad de criaturas, desde los dinosaurios a los extraterrestres. Un mal desconocido busca un antiguo artefacto conocido como el Chronoscepter, un arma tan poderosa que se separó en pedazos para evitar que caiga en las manos equivocadas. El busca las partes para unirlas con una matriz de enfoque para poder ampliar la Chronoscepter, destruyendo las barreras que separan las edades de tiempo y gobernar el universo. Turok se centra en buscar las 8 piezas del artefacto y así poder evitar que caiga en manos del mal.

## Desarrollo
Turok fue el primer videojuego para Nintendo 64 en ser desarrollado por otra compañía. Los críticos encontraron que toma tiempo acostumbrarse al mando analógico, pero funciona bien.
Turok apareció originalmente en cómic publicado por Western Publishing y Dell Comics en diciembre de 1954. Valiant Comics revivió la serie y se publicó el primer número de su serie Turok en 1993. El editor de videojuegos Acclaim Entertainment se lo compró a Valiant tiempo después, y adquirió a la desarrolladora Iguana Entertainment un año después, parte de una estrategia para desarrollar juegos para nintendo y obtener dinero creando y patentando personajes. Turok se anunció en agosto de 1994 como un título exclusivo para Nintendo previsto para la consola "Ultra 64", con el tiempo llamado Nintendo 64.
El desarrollo de Turok se inició en 1995. Aunque vagamente basada en el cómic, Iguana hizo el juego más orientado a la acción. En las primeras discusiones sobre el proyecto de los desarrolladores decidieron que el típico videojuego de desplazamiento lateral sería cansado . Iguana considera una perspectiva de tercera persona similar a la Super Mario 64 y Tomb Raider, pero decidió hacer el juego un shooter en primera persona en su lugar. Según el director del proyecto David Dienstbier, la perspectiva en primera persona da una manera natural para mostrar la potencia 3D de la Nintendo 64. La mayoría de los desarrolladores de Iguana eran nuevos y no tenían mucha experiencia, sin embargo, estos se vieron beneficiados por la buena relación de Acclaim con Nintendo en aquellos años. Lo cual les permitió recibir soporte directo de la compañía; Turok es el primer título desarrollado por Dienstbier.
La plataforma de Nintendo 64 tenía grandes capacidades de procesamiento en comparación con la mayoría de las computadoras personales disponibles en el momento , pero también viene con problemas. "El Nintendo 64 es capaz de hacer un montón de cosas", dijo Dienstbier. "Si desea controlar la iluminación de las partículas de fantasía, y efectos de transparencia tiene el poder de procesamiento para hacer muchas cosas, y sí es una máquina fantástica. Sin embargo, Llamándolo un poco el sueño de un desarrollador te da la impresión de que es fácil de poner hacia fuera un juego como Turok, y es definitivamente no. "Mientras que Nintendo era de apoyo, Iguana tenía que producir todas sus herramientas de desarrollo de juegos internos. Colocación del juego en sus 8 megabyte era difícil, en última instancia, Iguana tuvo que comprimir todo y reducir la calidad de la música para satisfacer los requisitos de tamaño. A pesar de las restricciones del sistema los desarrolladores se interesaron en la producción del mejor videojuego futuro para el sistema: el juego utiliza los efectos de iluminación en tiempo real y para mayor realismo. Iguana fue capaz de utilizar el movimiento aclamado de última generación de estudio (el movimiento de captura), permitiendo a los personajes humanoides moverse con facilidad y de manera convincente.
En ese momento, Acclaim Entertainment estaba en peligro financiero. Las ventas de la compañía sufrió, ya que era lento para migrar de sistemas de juegos más antiguos como el Sega Genesis y Super Nintendo Entertainment System para las consolas de nueva generación. La empresa perdió $ 222 millones en el año 1996 fiscal debido al descenso en las ventas a US $ 162 millones, frente a 567 millones dólares del año anterior; en el primer trimestre del año fiscal de 1997, la compañía había perdido más $ 19 millones. La compañía despidió a 100 de sus 950 trabajadores desde marzo de 1996 y sus acciones se habían reducido desde un máximo de 13.875 dólares por acción a precios tan bajos como $ 3. Turok, la aclamación del Nintendo 64, se convirtió en la mejor esperanza de la compañía de un giro, ya que sólo había diez juegos Nintendo 64 en el mercado, y Turok era el único shooter. Alex. Brown Inc calculó la venta de un millón de copias de Turok.

## Recepción y legado
Turok fue un éxito de crítica y público, ganando excelentes críticas de revistas de juegos y convirtiéndose en el título más popular para la Nintendo 64 en el mes siguiente al de su publicación.
Turok fue llamado a menudo un clon de Doom por su similitud con este título. Douglass Perry de la página web multimedia IGN hizo una comparación favorable Turok, diciendo que el título se distingue de otros clones, al permitir un nivel de 3D no posible en su predecesor.